# Phylloscopus trivirgatus
Phylloscopus trivirgatus là một loài chim trong họ Phylloscopidae.